# Raúl González (marcha atlética)
Raúl González Rodríguez (China, Nuevo León, 29 de fevereiro de 1952) é um antigo atleta mexicano, recordado principalmente pela medalhas que alcançou nos 20 e nos 50 km marcha dos Jogos Olímpicos de Los Angeles 1984.
Foi detentor do recorde mundial dos 50 km marcha quando, em Poděbrady, na então Checoslováquia, fez a marca de 3:41:20 h.